# 極度空間
《極度空間》（英語：They Live）是在1988年上映的美國科幻喜劇恐怖片，由約翰·卡本特執導和編劇，WWE摔角選手羅迪·派珀所主演。改編自雷·納爾遜的1963年短篇小說《Eight O'Clock in the Morning》。電影由環球影業公司發行，於1988年11月4日在北美上映。
影片當中除了恐怖要素之外，還帶有著黑色幽默的成份，也有卡本特擅長的孤立的驚悚感與壓迫感。

## 劇情
來自外州的體力勞動者約翰·納達經同事引介投靠提供為無家可歸者提供食宿的營地。他對營地旁的教會產生了好奇。有一天警方抄掉了教會與營地，他由廢墟中撿到了一箱的墨鏡，戴上之後才發現原來上流社會的人士都是由外星人假扮，而外星人還用特殊電波控制著人们，使人類無法查覺這些外星人的計畫。只有戴上由反抗組織所研發的墨鏡才能免於受到特殊電波的干擾，這也讓他決定要展開一場革命。

## 外部連結
- They Live at John Carpenter's official movie site
- 互联网电影数据库（IMDb）上《極度空間》的资料（英文）
- They Live （页面存档备份，存于） at Rotten Tomatoes
- They Live （页面存档备份，存于） film trailer at You Tube